# Brycinus tholloni
Brycinus tholloni är en fiskart som först beskrevs av Pellegrin, 1901.  Brycinus tholloni ingår i släktet Brycinus och familjen Alestidae. IUCN kategoriserar arten globalt som livskraftig. Inga underarter finns listade.